# 高松吉太郎
高松 吉太郎（たかまつ きちたろう、1901年（明治34年）2月 - 1990年（平成2年）8月14日）は、日本の鉄道愛好家、薬剤師。東京都電をはじめとする日本の路面電車に関する著作で知られ、また鉄道友の会の発起人の一人として会の発展に尽力するなど、日本の鉄道趣味界の指導者的存在の一人として大きな役割を果たした。

## 人物
1901年に東京市日本橋三越前に生まれる。その後牛込に移り、旧制中学の生徒時代にカメラを購入して東京市電（当時）の写真撮影を始める。撮影したコレクションは1923年の関東大震災で灰燼に帰したが、その後改めてコレクションや撮影に取り組んだ。1917年、薬剤師免許取得。1930年ごろから鉄道研究に本腰を入れ始め、1936年東京市電の原稿を鉄道趣味に投稿し掲載される。1940年には同好会「つばめクラブ」を結成する。しかし、太平洋戦争に向かう時勢により「つばめクラブ」は短期間の活動で終わった。太平洋戦争終結直後の1946年に東京鉄道同好会を設立。1953年には、東京鉄道同好会を交通博物館が中心となって結成された交通科学研究会に合併させる形で結成された、鉄道友の会の発起人の一人として名を連ねた。本業は薬剤師であり、タカマツドラッグストアの取締役社長を務めたが、経営の陰には妻のサポートがあった。
1990年8月14日死去。89歳没。

## 著書
『日本の路面電車』電気車研究会、1958年
- 『新しい日本の電車』鉄道図書刊行会、1961年
- 『写真でつづる 日本路面電車変遷史』鉄道図書刊行会、1970年
- 『日本の電車 - 写真で見る電車の80年』鉄道図書刊行会、1974年
- 『東京市電・東京都電』ダイヤモンド社、1974年
- 『東京の電車道』プレスアイゼンバーン、1977年
- 『京都市電慕情』プレスアイゼンバーン、1978年
- 『水の都の赤い電車』プレスアイゼンバーン、1978年
- 『夢軌道 都電荒川線』木馬書館、1983年（写真：今野徳好）

## 表彰
- 運輸大臣表彰・交通文化賞（1985年）[2]